# Ray Eames
Ray Eames, precedentemente nota come Ray Kaiser, pseudonimo di Bernice Alexandra Kaiser (Sacramento, 15 dicembre 1912 – Los Angeles, 21 agosto 1988), è stata un'artista, designer e regista statunitense.
In collaborazione creativa con il marito Charles Eames e l'Eames Office, è stata responsabile di contributi rivoluzionari nei campi dell'architettura, del design grafico, del design tessile, del cinema e dei mobili. L'Eames Office è celebre soprattutto per i suoi mobili, che vengono prodotti ancora oggi. Insieme, gli Eames sono considerati una delle forze creative più influenti del XX secolo. Per lo più ignorata dalla critica quando era in vita, Ray Eames è stata rivalutata postuma, per il suo grande contributo all'arte e al design nella letteratura, in mostre museali e in documentari.

## Biografia
Bernice Alexandra nasce a Sacramento, California, figlia di Alexander e Edna Burr Kaiser e sorella di Maurice, il fratello maggiore. Edna è di confessione episcopale, mentre Alexander è cresciuto in una famiglia ebraica, pur non essendo praticante. Bernice e Maurice crescono così nella fede episcopale. In famiglia Bernice viene chiamata Ray Ray. La madre è una casalinga, mentre il padre, fino al 1920, gestisce un teatro vaudeville, l'Empress Theater, oggi conosciuto come Crest Theatre, a Sacramento. In seguito lavora come assicuratore, arrivando ad aprire un proprio ufficio per meglio mantenere la famiglia. La famiglia vive in un appartamento per la maggior parte dell'infanzia di Ray, per trasferirsi più tardi in un bungalow fuori città. I genitori le insegnano ad apprezzare gli oggetti che procurano gioia, cosa che in seguito la porterà a creare oggetti di design e giocattoli. Altresì i genitori le insegnano anche l'importanza di godere della natura. Ray cresce in un ambiente amorevole, ma anche iperprotettivo. La sorella più vecchia muore pochi mesi dopo la nascita di Ray e i suoi genitori vivono nella perenne paura di perdere anche lei. L'iperprotettività viene alimentata anche dall'ansia materna, che teme che la figlia "bassa e tozza potesse essere deforme".
Ray termina gli studi superiori alla Sacramento High School, diplomandosi nel febbraio del 1931. È un membro dell'Art Association, del Big Sister Club e fa parte del comitato di decorazione per il ballo degli studenti dell'ultimo anno. Dopo il diploma, Ray trascorre un periodo al Sacramento Junior College, prima di trasferirsi con la madre, rimasta vedova, nello stato di New York, per rimanere accando al fratello, cadetto all'accademia militare di West Point. Nel 1933 Ray Kaiser si diploma al May Friend Bennett Women's College di Millbrook, avendo come insegnante Lu Duble, e quindi si trasferisce a New York dove studia impressionismo astratto con il mentore della Duble, Hans Hofmann.
Negli anni trenta, la carriera di Ray Kaiser si sviluppa attorno alla sua pittura. Nel 1936 la Kaiser diviene una dei fondatori degli American Abstract Artists (AAA), esibendo i suoi dipinti per la prima volta nel 1937 al Museo di Riverside di Manhattan. Il gruppo AAA promuove arte astratta quando la maggior parte delle gallerie rifiutano di esporla. Ray Kaiser è una delle figure chiave della scena artistica newyorkese del periodo ed è amicta di Lee Krasner e Mercedes Matter, figure di spicco dell'espressionismo astratto. Quel poco rimasto della sua arte di questo periodo, per il resto andata perduta, è esposto in una mostra permanente al Whitney Museum of American Art. In questo periodo Ray Kaiser vive da sola a New York, fin quando non lascia lo studio di Hoffman e fa ritorno alla casa di famiglia per aiutare la madre, che muore nel 1940.
A partire dal settembre del 1940, la Kaiser comincia a valutare l'idea di tornare in California, dove costruire una casa. Il suo amico architetto, Ben Baldwin, però le raccomanda di iscriversi alla Cranbrook Academy of Art di Bloomfield Hills, in Michigan. Qui apprende numerose altre arti, andando oltre la sola pittura. È qui che conosce il futuro marito Charles Eames, in quel periodo a capo del dipartimento di disegno industriale. Charles Eames al tempo è sposato e ha un figlio, ma presto divorzierà dalla prima moglie, per sposare Ray nel 1941, che cambia il proprio nome in Ray Eames. Trasferiti a Los Angeles, in California, Ray e Charles Eames danno inizio a una carriera di grande successo nel design e nell'architettura.

## Filmografia

### Attrice
- Kaleidoscope Jazz Chair, regia di Charles Eames e Ray Eames - cortometraggio (1960)

### Regista
- Traveling Boy, co-diretto con Charles Eames - cortometraggio (1950)
- Blacktop: A Story of the Washing of a School Play Yard, co-diretto con Charles Eames - cortometraggio (1952)
- Parade, or Here They Come Down Our Street, co-diretto con Charles Eames - cortometraggio (1952)
- Bread, co-diretto con Charles Eames - cortometraggio (1953)
- Calligraphy, co-diretto con Charles Eames - cortometraggio (1953)
- S-73, co-diretto con Charles Eames - cortometraggio (1954)
- House: After Five Years of Living, co-diretto con Charles Eames - cortometraggio (1955)
- Textiles and Ornamental Arts of India, co-diretto con Charles Eames - cortometraggio (1955)
- Two Baroque Churches, co-diretto con Charles Eames - cortometraggio (1955)
- Eames Lounge Chair, co-diretto con Charles Eames - cortometraggio (1956)
- Toccata for Toy Trains, co-diretto con Charles Eames - cortometraggio (1957)
- Day of the Dead, co-diretto con Charles Eames - cortometraggio (1957)
- 'Where Did You Go?' 'Out.' 'What Did You Do?' 'Nothing.', co-diretto con Charles Eames (1960)